# Ida Matton
Ida Elisabeth Matton (Gävle, 24 de febrero de 1863 –  Gävle, 7 de julio de 1940) fue una escultora sueca.

## Trayectoria
Ida Elisabeth Matton nació en Gävle en 1863. Era la cuarta hija de una familia de seis hijos de un acaudalado curtidor y fabricante de artículos de cuero, Lars Andreas Matton, y su esposa Mathilda, de soltera Wallmon. Su familia formaba parte de la clase media alta de la ciudad.
Matton estudió en el Real Instituto de Tecnología en Estocolmo. Después viajó a París para continuar sus estudios. Allí  fue a la Académie Colarossi y a la Academia Julian. En 1888  expuso en el Salón de París. También  expuso su trabajo en el Palacio de Bellas artes en la Exposición Mundial Colombina de Chicago de 1893. Continuó exponiendo su trabajo en Europa: en 1896, en el Salón de los Artistas Franceses, en París, en 1887, en la Exposición de Arte en Estocolmo, en 1900, en la Exposición Universal de París y en 1901 en la Exposición de Arte en Gävle.
En 1904 pasó dos meses en Italia en compañía de su amiga, la cantante australiana Elyda Russell, y  visitó las principales colecciones de esculturas clásicas de los museos Uffizi, Capitolinos y Vaticanos. Durante varios años se escribieron varias cartas a la semana. Poco antes de que se escribiera la primera carta que se conserva, Matton hizo la escultura "Le secret", que luego se tradujo como "La confianza". Trabajó en ella durante la primavera y el verano de 1902. El busto doble representa a dos mujeres, una susurrando algo al oído de la otra y ésta escuchando atentamente.
En 1914, con el estallido de la Primera Guerra Mundial, Matton regresó a Suecia. Volvió a París después de la guerra y a Gävle en 1932. Su obra Retrato de una mujer está en la colección del Museo Nacional de Estocolmo.
Murió en Gävle de una hemorragia cerebral el 7 de julio a los 86 años.

## Reconocimientos
Fue la única escultora que recibió una medalla de escultura en el pabellón sueco de la Exposición Universal de Chicago de 1893.
Fue la primera escultora extranjera en formar parte de la junta directiva de la Unión de Mujeres Escultoras.
Fue la única artista femenina de la colonia de artistas suecos que vivía en París que obtuvo el título de Oficial de la Academia, así como la primera escultora extranjera que fue honrada con una exposición retrospectiva en el Grand Palais en 1930.

## Galería

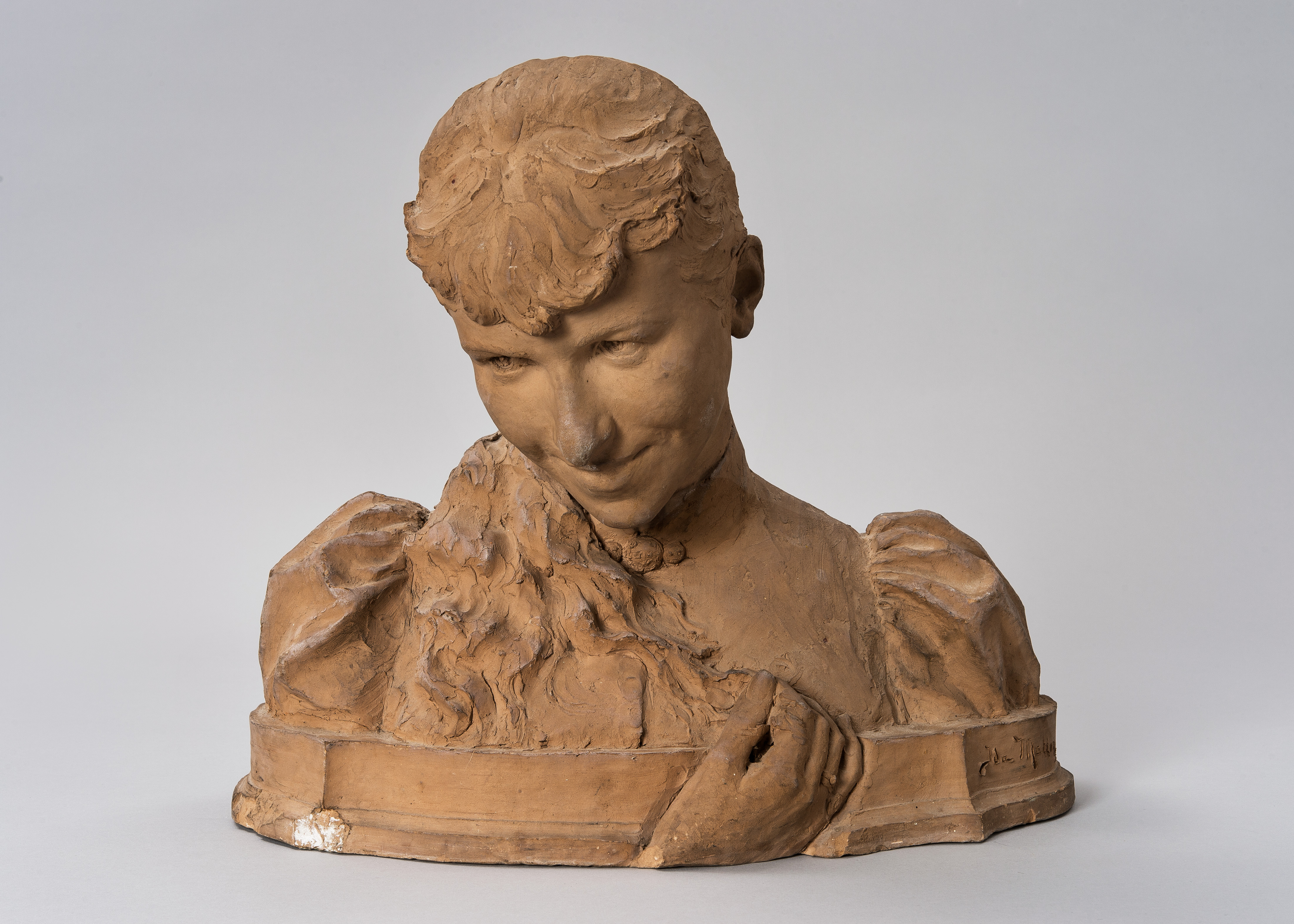
Retrato de una mujer, 1891
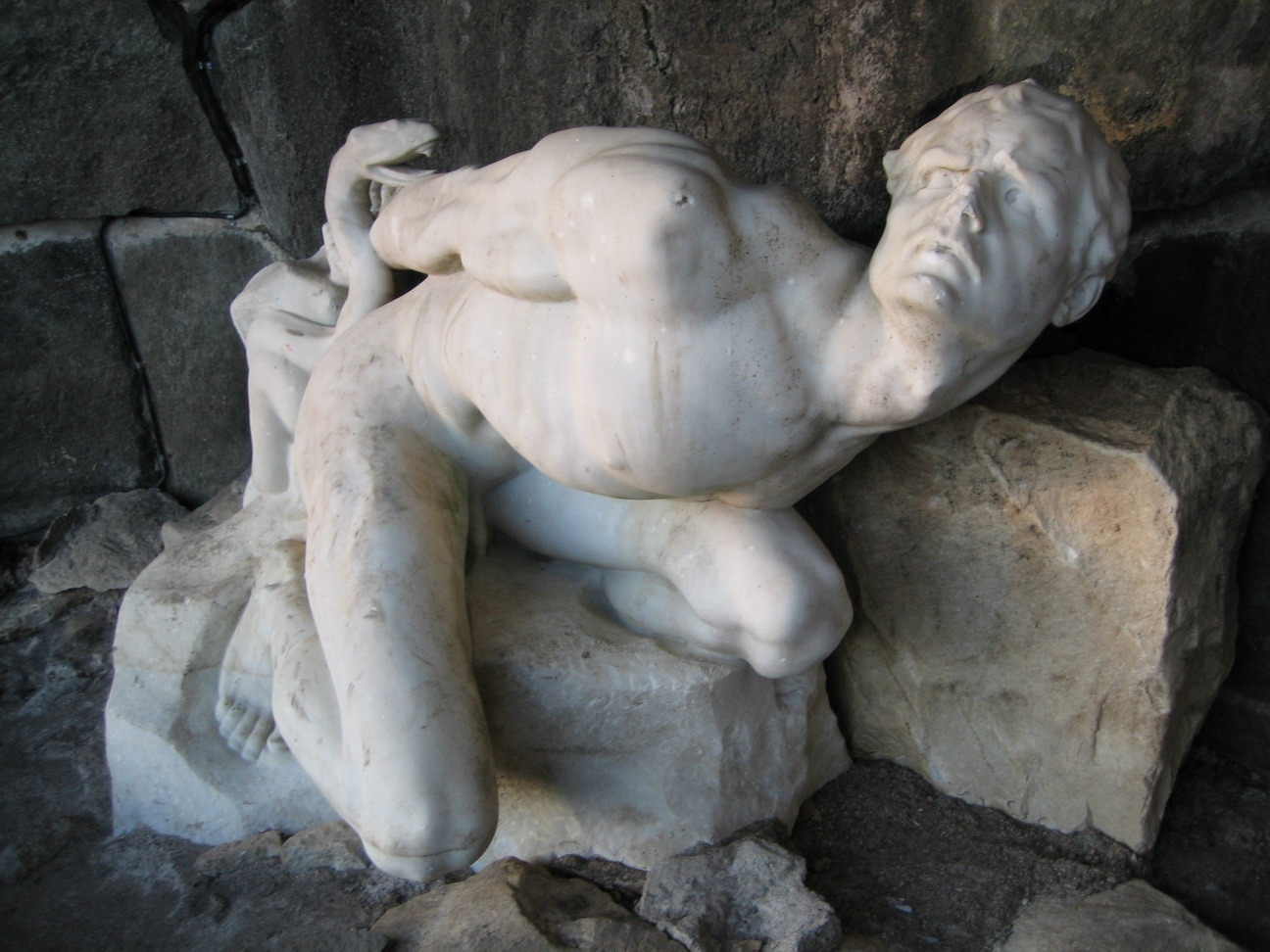
El castigo de Loki, 1923